# Бозе, Рахул
Рахул Бозе (англ. Rahul Bose, род. 27 июля 1967, Калькутта) — индийский актёр, сценарист и режиссёр, общественный деятель, также известный как игрок в регби и крикет. В основном снимается в фильмах на хинди и бенгальском языках.

## Биография
Родился в семье Рупена и Кумуд Бозе. Его старшая сестра Анурадха состоит в браке с Тариком Ансари, владельцем расположенного в Мумбаи медиахолдинга Mid-Day Multimedia Ltd. Детство провёл в Калькутте, затем его семья переехала в Мумбаи. В этом городе он впервые выступил на публике, сыграв роль в спектакле «Том, сын Пипера». В то время ему было шесть лет.
Его мать привила Рахулу интерес к боксу, он также с детства заинтересовался регби. Бозе по настоящее время состоит в национальном регбийском клубе Orange India Rugby Teams. Во время учёбы в колледже, помимо бокса и регби, увлекался актёрским искусством.
После успешных съёмок в фильме English, August он получил хорошо оплачиваемую работу сценаристом рекламных роликов в Rediffusion и одновременно начал сниматься в фильмах.
Рахул Бозе известен своей масштабной благотворительной деятельностью, а также различными убеждениями: например, он никогда не снимается в фильме с сюжетом, похожим на тот, в котором уже снимался, и никогда не снимает «исключительно коммерческое» кино. Он держится в стороне от Болливуда и считается в Индии артхаусным режиссёром.
В мае 2005 года в Женеве состоялся ретроспективный показ его картин.